# Stay on These Roads
Stay on These Roads är a-has tredje studioalbum, utgivet den 1 maj 1988. Låten "The Living Daylights" komponerades för Bond-filmen Iskallt uppdrag.

## Låtförteckning
1. "Stay on These Roads" – 4:45
2. "The Blood That Moves the Body" – 4:06
3. "Touchy!" – 4:34
4. "This Alone Is Love" – 5:15
5. "Hurry Home" – 4:37
6. "The Living Daylights" – 4:47
7. "There's Never a Forever Thing" – 2:53
8. "Out of Blue Comes Green" – 6:42
9. "You Are the One" – 3:51
10. "You'll End up Crying" – 2:06

## Singlar
- "Stay on These Roads" (14 mars 1988)
- "The Blood That Moves the Body" (6 juni 1988)
- "Touchy!" (15 augusti 1988)
- "You Are the One" (1988)
- "There's Never a Forever Thing" (1989)

## Musiker
- Morten Harket – sång
- Magne Furuholmen – gitarr, keyboard
- Pål Waaktaar – gitarr